# École nationale supérieure des mines de Nancy
 (juin 2020).
Pour les articles homonymes, voir EMN.
L’École nationale supérieure des mines de Nancy, connue sous le nom de Mines Nancy ou plus anciennement École des mines de Nancy, est une grande école d’ingénieurs française fondée en 1919. Elle est une école interne de l’Université de Lorraine et un partenaire stratégique de l’Institut Mines-Télécom (IMT).
L’école propose trois cursus d’ingénieur : une formation généraliste et deux formations de spécialité,. Elle offre également un programme international d’ingénierie dispensé en anglais, plusieurs masters, trois mastères spécialisés et des formations continues. Ses principaux domaines d’expertise sont : l’énergie, l’informatique, les géosciences et le génie civil, le génie industriel et les mathématiques appliquées, ainsi que la science et le génie des matériaux.
Mines Nancy est membre de la Conférence des grandes écoles et de l'alliance Artem, qui associe l’école avec l’ICN Business School et l’École nationale supérieure d'art et de design de Nancy. Elle figure régulièrement parmi les dix premières écoles d’ingénieurs de France dans les classements publiés par L’Usine nouvelle et L’Étudiant,,,,,.

## Historique

### Fondation et premières décennies (1919–1950)
L’école est fondée le 5 juillet 1919 à Nancy sous le nom d’Institut métallurgique et minier par Paul Petit, doyen de la Faculté des sciences de Nancy, Félix Leprince-Ringuet, ingénieur en chef des mines, et Louis Crussard, ingénieur en chef des mines,. Sa création intervient dans le contexte du redéploiement industriel de la France après la Première Guerre mondiale, marqué notamment par la réintégration de l’Alsace-Lorraine et l’occupation de la Sarre. Elle répond à une forte demande de cadres techniques exprimée par les industriels de la métallurgie et des mines de la région lorraine,.
L’établissement devient en 1921 l’École supérieure de la métallurgie et de l'industrie des mines. Dès l’origine, l’école entretient des liens étroits avec le Corps des mines : de 1919 à 1984, son directeur technique est systématiquement un ingénieur de ce corps.
L’école obtient en 1938 l’autorisation de délivrer le diplôme d’ingénieur civil des mines, puis, en 1940, le concours d’entrée devient commun avec celui des Écoles des mines de Paris et de Saint-Étienne.

### Vers une école généraliste (1951–1984)
En 1951, l’école adopte le nom d’École nationale supérieure de la métallurgie et de l’industrie des mines de Nancy. Bien que centrée sur les secteurs minier et métallurgique, elle commence à élargir son champ de formation et de recherche.
À partir de 1957, sous la direction de Bertrand Schwartz, l’école engage une réforme pédagogique d’ampleur. S’appuyant sur une enquête auprès d’industriels sur les compétences attendues chez les ingénieurs, Schwartz réorganise les enseignements autour d’un tronc commun plus large et introduit de nouvelles disciplines, notamment les statistiques et l’informatique. Il favorise également une plus grande autonomie des élèves et le développement de pédagogies actives.
Cette réforme amorce l’évolution de l’école vers un établissement à vocation généraliste, formant des ingénieurs capables d’intervenir dans des secteurs industriels variés, au-delà des domaines traditionnels des mines et de la métallurgie.

### Diversification des formations (1985–2011)
En 1985, l’école adopte son nom actuel : École nationale supérieure des mines de Nancy. Elle élargit progressivement son offre de formation, tout en renforçant son ouverture à l’international.
En 1991, elle crée une formation d’ingénieur de spécialité en matériaux et gestion de production, qui deviendra en 2017 la formation « Génie industriel et matériaux ».
En 1999, le directeur de l’école, Claude Crémet, initie l’initiative Artem (Art, Technologie, Management), qui vise à promouvoir l’interdisciplinarité entre l’École des mines, l’École nationale supérieure d'art et de design de Nancy et l’ICN Business School,,.
En 2001, l’école crée à Saint-Dié-des-Vosges, en partenariat avec l’École des mines d'Albi-Carmaux, un institut dédié à l’ingénierie de la conception. La formation d’ingénieur de l'École des mines de Nancy, spécialité ingénierie de la conception est alors ouverte.
Dans le cadre du Groupe des écoles des mines, l’établissement participe à la création en 2004 d’une Graduate school conjointe avec l’École des mines de Saint-Étienne, destinée à promouvoir ses formations à l’international.

### Intégration à l’Université de Lorraine et à l’IMT (2012–aujourd’hui)
En 2012, l’école devient une école interne de l’Université de Lorraine, au sein du Collégium Lorraine INP,,, et un partenaire stratégique de l’IMT.
La même année, elle quitte ses locaux historiques de Saurupt pour s’installer sur le campus Artem, situé dans le quartier Blandan-Haussonville à Nancy,.

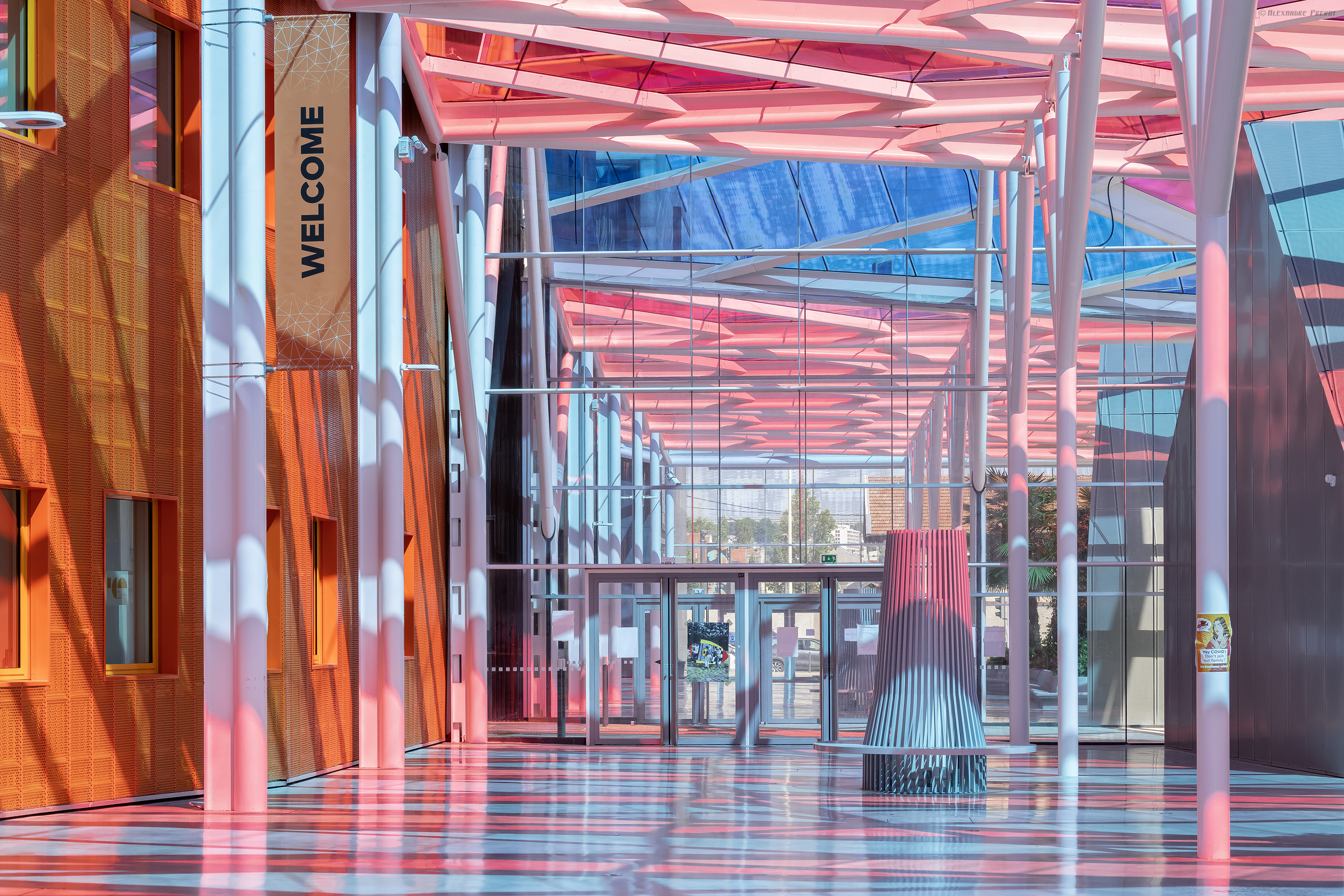
Galerie d’entrée du campus Artem

## Formations

### Formation d’ingénieur généraliste
La formation Ingénieur Civil des Mines (ICM) est le cursus historique de l’école. C’est une formation d’ingénieur généraliste, fondée sur une forte composante scientifique et une ouverture multidisciplinaire. Accessible principalement via le Concours commun Mines-Ponts, elle se déroule sur trois ans et se compose de cinq semestres d’enseignement accompagnés de trois stages professionnels totalisant au minimum neuf mois,.
Le programme se compose d'un tronc commun scientifique approfondi, avec des enseignements en mathématiques, physique, informatique, et des compétences transversales en gestion de projet, communication et travail en équipe. L’étudiant choisit parmi plusieurs spécialités à partir de la deuxième année, avec un parcours personnalisé en fonction de ses intérêts et de son projet professionnel. Les cinq départements scientifiques de l’école — Énergie, Informatique, Géosciences et Génie Civil, Génie Industriel et Mathématiques Appliquées, et (Science et Génie des) Matériaux — constituent le socle de la formation,.
Les stages sont au cœur du cursus, permettant une immersion progressive dans le monde professionnel. Le premier stage est un stage opérateur de découverte en première année, suivi par un stage d'assistant ingénieur en deuxième année et un stage de fin d'études en troisième année. Chaque stage offre aux étudiants l’opportunité de mettre en pratique leurs connaissances et d’acquérir une expérience concrète dans des environnements professionnels variés,.
La formation met également l’accent sur l’internationalisation, avec une obligation de réaliser un stage de six mois minimum à l’étranger, dans un cadre académique ou professionnel. L'école propose également des parcours interdisciplinaires, en partenariat avec des institutions telles qu’Artem, permettant aux étudiants de travailler sur des projets transversaux liant art, science et management,.

### Formations d'ingénieur de spécialité
L’école propose deux formations d’ingénieur de spécialité, toutes deux accréditées par la Commission des titres d’ingénieur (CTI) et conférant le grade de master. Ces cursus en trois ans s’adressent principalement à des titulaires de diplômes de niveau bac+2 ou bac+3 (BUT, BTS, licence professionnelle, etc.), ainsi qu'à des candidats en formation continue ou en alternance,,,.
La spécialité Génie Industriel et Matériaux (GIM), implantée à Nancy, forme des ingénieurs polyvalents dans les domaines de la science des matériaux et de la gestion de la production. La formation repose sur un socle scientifique renforcé, une pédagogie par projets, et une forte exposition au monde professionnel, avec trois stages cumulant seize mois en entreprise. Le programme inclut des enseignements en sciences de l’ingénieur, en gestion industrielle et en langues, ainsi que des modules liés à la transition écologique et à la responsabilité sociétale. Une partie des étudiants effectue leur dernière année en alternance,.
La spécialité Génie Mécanique – Ingénierie de la Conception (IC) est dispensée sur le campus de Saint-Dié-des-Vosges. Elle est centrée sur la conception de produits industriels, l’innovation, et la maîtrise des outils numériques de prototypage rapide. Le cursus allie enseignements académiques, projets industriels et stages en entreprise, représentant plus de 15 mois d’expérience professionnelle. La formation est accessible sous statut étudiant ou par la voie de l’apprentissage, en partenariat avec l’Institut des Techniques d’Ingénieur de l’Industrie (ITII) Lorraine. Elle met l’accent sur la pédagogie active et l’accompagnement individualisé des élèves,.

### Masters
L’école est impliquée dans plusieurs formations de master, principalement au sein de l’Université de Lorraine.
Le Master Design, formation pluridisciplinaire axée sur l’innovation, l’ingénierie et l’architecture, est porté conjointement par Mines Nancy, l’ENSGSI, le GIP-InSIC, l’ENSA Nancy et l’ENSAD Nancy. Il propose cinq parcours, dont Conception de produit, piloté par Mines Nancy. La formation s’appuie sur une pédagogie par projet et peut être suivie en formation initiale ou en alternance,.
Le Master Énergie, parcours Énergie et procédés, est organisé en partenariat avec d’autres composantes de l’Université de Lorraine. Il vise à former des spécialistes du couplage énergie-procédés, avec des compétences solides en mécanique, énergétique et génie des procédés. L’essentiel des enseignements est assuré à Mines Nancy.
Le Master Génie civil, parcours Géotechnique et risques, s’adresse aux étudiants souhaitant se spécialiser dans les domaines de la géotechnique, de la géomécanique et de la gestion des risques dans les ouvrages de génie civil. Mines Nancy est responsable de l’orientation « Risques ».
Le Master Sciences de la Terre et des Planètes, Environnement (STPE), parcours Exploitation durable des ressources minérales, couvre un large spectre des géosciences, avec un accent mis sur l’exploration, la modélisation et la valorisation des ressources minérales. Mines Nancy intervient notamment sur les aspects liés à l’exploitation durable.
Enfin, Mines Nancy est partenaire du Erasmus Mundus Joint Master GREENANO, dédié aux nanomatériaux pour la transition verte et numérique. Ce programme international, co-accrédité avec des établissements en Italie et en Slovénie, accueille des étudiants de diverses nationalités sur quatre semestres, dont un à Mines Nancy.

### Mastères spécialisés
L’école propose trois mastères spécialisés, accrédités par la Conférence des grandes écoles et organisés en partenariat avec d’autres établissements.
Le Mastère spécialisé Cybersécurité : attaque et défense des systèmes informatiques, co-organisé avec Télécom Nancy, forme des spécialistes de la sécurité des systèmes d’information, avec une orientation vers l’analyse des vulnérabilités, la rétro-ingénierie et l’investigation numérique. Dispensé à Nancy, le programme comprend six mois d’enseignements (cours, projets, travaux pratiques) suivis d’un stage de fin d’études. Il s’adresse à des diplômés scientifiques de niveau bac+5 ou bac+4 avec expérience professionnelle,.
Le Mastère spécialisé Industrie des ressources minérales et société (MIRIS) est porté conjointement avec Mines Paris – PSL et l’École nationale supérieure de géologie. Il aborde les dimensions techniques, économiques, sociales et environnementales des projets miniers. La formation alterne un tronc commun à Fontainebleau et trois options au choix à Fontainebleau ou Nancy, selon la spécialité. Elle se conclut par une thèse professionnelle en entreprise ou en laboratoire,.
Le Mastère spécialisé Gestion, traitement et valorisation des déchets (GEDE) est proposé en partenariat avec l’ENGEES et l’ENSG. Deux options sont disponibles : déchets urbains (dispensée à Strasbourg) et déchets industriels (dispensée à Nancy). La formation, d’une durée d’un an, combine enseignements théoriques et stage de six mois. Elle est accessible aux jeunes diplômés comme aux professionnels souhaitant se spécialiser ou se reconvertir dans le domaine des déchets,.

## Classements
Classements nationaux (classée en tant que Mines Nancy au titre de son diplôme d'ingénieur)
| Nom                | Année | Rang |
| ------------------ | ----- | ---- |
| DAUR Rankings      | 2024  | 12   |
| L’Étudiant         | 2025  | 5    |
| L’Usine nouvelle   | 2025  | 4    |
| Le Figaro Étudiant | 2025  | 10   |

Classements internationaux (classée en tant qu'Université de Lorraine)
| Nom                    | Année | Rang (monde) | Rang (France) |
| ---------------------- | ----- | ------------ | ------------- |
| CWUR                   | 2025  | 280          | 16            |
| QS Top Universities    | 2026  | 751-760      | 20            |
| Shanghai Ranking       | 2024  | 201-300      | 9-11          |
| Times Higher Education | 2025  | 601-800      | 22-27         |

## Recherche
Mines Nancy organise une formation en lien direct avec huit laboratoires de recherche (Matériaux, Énergies, Ressources minières et naturelles, Informatique/robotique, Mathématiques, Intelligence artificielle…) reconnus internationalement dans le classement de Shanghai : 19e mondial en Génie minier et minéralurgie (Mining and Mineral Engineering), 40e mondial en Intelligence artificielle (Automation & Control) et 43e mondial en Génie métallurgique (Metallurgical Engineering)
- L'Institut Jean Lamour de recherche en matériaux qui trouve ses racines de la fusion de cinq UMR (2009).
- Le laboratoire GEORESSOURCES de recherche en géologie
- LEMTA Le Laboratoire d'énergétique et de mécanique théorique et appliquée
- Institut Elie Cartan de mathématiques en Lorraine
- LORIA (Laboratoire lorrain de recherche en informatique et ses applications), dont le compilateur GNU Eiffel
- ERPI Équipe de recherche sur les processus innovatifs

L'école comporte aussi des centres de ressources technologiques (CRT) :
- Le CIRTES : Centre européen de prototypage et d’outillage rapide
- Le CRITT Metall 2T : Centre de ressources technologiques en matériaux et procédés

## La vie étudiante
En plus des traditionnels bureaux des élèves (BDE), bureau des arts (BDA) et bureau des sports (BDS), l'école compte près de 40 clubs et associations à l'origine de 100 événements organisés chaque année[réf. nécessaire].

### Le sport
Mines Nancy propose de multiples activités sportives comme le football, le rugby à XV ou à VII, le volley-ball, le handball, le basketball, le badminton, etc. L'école participe à des compétitions universitaires, les matchs se déroulant principalement le jeudi après-midi. Sachant que l'école des Mines fait partie de l'Université de Lorraine, les étudiants ont la possibilité de faire diverses activités sportives avec le SUAPS, comme de la natation, du waterpolo, de la danse, etc.  En 2017, l'école organise la 44e édition du Cartel des Mines, événement sportif concernant toutes les écoles des Mines d'Europe.

### Le Forum entreprise de l’École

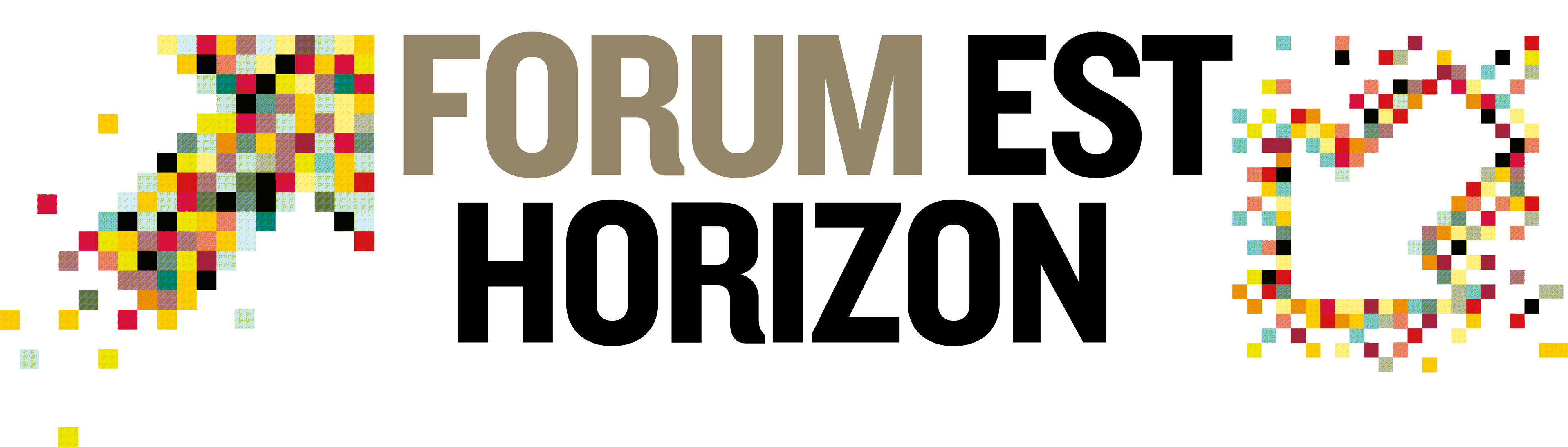
Logo du Forum Est-Horizon.

Le Forum Est-Horizon est l'association étudiante de l'école qui organise depuis 1984 le Forum entreprise : « sans doute le plus grand forum de rencontres étudiants-entreprises de l'Est de la France »[réf. non conforme]. Il rassemblait, jusqu'en 2019, une soixantaine d'exposants et plus de 1 500 étudiants issus majoritairement de la région Grand-Est. Le Forum Est-Horizon est géré par une équipe d'une vingtaine d'élèves renouvelée chaque année. Cette association est essentielle pour les élèves qui peuvent, pendant la journée consacrée au Forum, trouver leur stage de première, deuxième année ou troisième année.
Le Forum Est-Horizon offre également des ateliers afin d'aider les visiteurs dans leur recherche de stage et/ou d'emploi. Ainsi, des ateliers de correction de CV et des ateliers de simulation d'entretiens permettent aux candidats de se préparer au monde professionnel. Enfin, les conférences permettent de mieux appréhender le marché du travail.
Le Handicafé, organisé en collaboration avec la FEDEEH, permet de mettre en relation entreprises et personnes handicapées afin de favoriser l’insertion.

### Le Raid
Le Raid est une association des Mines Nancy proposant une aventure humaine et sportive dans le cœur des Vosges. Créée en 2015, l'épreuve a lieu chaque printemps. Elle se déroule en équipe de deux sportifs et se compose de trois épreuves : la course à pied, le VTT et une troisième épreuve différente chaque année.
L'événement ne cesse d'attirer plus de monde : l'édition de 2016 a rassemblé 52 sportifs, tandis que celle de 2017 a motivé 108 participants. Les éditions 2019 et 2020 ont quant à elle été annulées. L'annulation en 2019 est dû à la rétraction de la participation d'une des communes où le Raid devait passer et celle de 2020 en raison du Covid19.

### Le concert "Le Père Noël est un rockeur"
Le Père Noël est un rockeur, aussi appelé le « Perno » par les élèves, est un concert caritatif annuel organisé bénévolement qui a lieu courant décembre. Plusieurs artistes semi-professionnels et professionnels s'y produisent. Le but est d'offrir des cadeaux à des enfants. En effet, les spectateurs accèdent à la représentation en échange d'un cadeau. À la fin de l'événement, l'ensemble des cadeaux est distribué par les organisateurs en partenariat avec le Secours populaire à des enfants issus de milieux défavorisés.

## Mines Nancy Entrepreneurs MiNE
- TEDx Mines Nancy Conférence TED : TEDxMinesNancy est l'unique cycle de conférences TEDx de Lorraine[réf. nécessaire]. Cet événement se décompose en deux parties : d'un côté des conférences pluridisciplinaires et de l'autre des ateliers participatifs ouverts au grand public lorrain. La conférence TEDx (Technology, Entertainment and Design) réunit annuellement acteurs et penseurs de ces thématiques, couvrant un large éventail de sujets tels que la science, les arts, la politique, l’enseignement, les problématiques globales, l’architecture, la musique et plusieurs autres sphères de compétences[66].

## Association des anciens élèves
L'association des anciens élèves, Mines Nancy Alumni, représente l'ensemble des anciens élèves de la Formation Ingénieur civil des mines et a pour but de resserrer les liens entre eux afin de faciliter leur évolution professionnelle[réf. non conforme].
Depuis 1983, l'association s'est unie avec les associations des anciens élèves des écoles des mines de Saint-Étienne et de Paris, en créant l'association Intermines, dont le président est le président des trois associations d'anciens élèves. Cette union « a pour vocation d’affirmer la présence dans le monde socio-économique des Ingénieurs des Mines, de promouvoir leurs actions et leur image et de les représenter auprès des instances dirigeantes[réf. non conforme] ».
La Formation d'ingénieurs « Génie Industriel et Matériaux » possède, elle aussi, son association dont le but est de faciliter l'insertion professionnelle des étudiants de la formation[réf. non conforme]. Elle travaille de pair avec Mines Nancy Alumni à la promotion de l'école et de ses formations.

## Anciens élèves célèbres
Contrairement aux deux autres Écoles des Mines, l'année de promotion à Nancy est celle d'entrée et non de sortie.
- Alain Geismar (promotion 1959), fut un des chefs de file du mouvement de Mai 68[70].
- Alain Berthoz (promotion 1960), neurophysiologiste, membre du Collège de France.
- Pierre Duharcourt (promotion 1961), économiste et syndicaliste français.
- Jean-Claude Trichet (promotion 1961), énarque et ancien gouverneur de la Banque centrale européenne.
- Michel Rose (promotion 1965), directeur général délégué chez Lafarge.
- Ishac Ould Ragel (promotion 1966), secrétaire d’État à l’Exploitation des mines de la République islamique de Mauritanie.
- Alain Lévy (promotion 1967), président de PolyGram
- Jean-François Abramatic (promotion 1968), président du World Wide Web Consortium (W3C).
- Patrick Cousot (promotion 1968), pionnier de l'analyse statique.
- Jean-Yves Koch (promotion 1968), ancien directeur exécutif de Capgemini et directeur général de Bossard Consultants.
- Bertrand Méheut (promotion 1972), président du PMU.
- Jean-Ludovic Silicani (promotion 1972), énarque et président de l'ARCEP.
- Alain Gachet (promotion 1973), physicien du sol et chef d'entreprise reconnu pour ses méthodes de détection radar des aquifères.
- Catherine Langlais (promotion 1973), directeur adjointe R&D de Saint-Gobain.
- Amina Benkhadra (promotion 1975), ex-ministre marocaine de l'Énergie, des Mines, de l'Eau et de l'Environnement.
- Xavier Mosquet (promotion 1975), Senior Partner Emeritus et Senior Advisor au Boston Consulting Group, fondateur du bureau de Detroit.
- Kofi Yamgnane (promotion 1978), secrétaire d’État à l’intégration en France sous François Mitterrand.
- Pascal Cotte (promotion 1981), Senior Partner Emeritus au Boston Consulting Group, ancien président de la région Europe de l’Ouest, Amérique du Sud et Afrique.
- Bruno Bachimont (promotion 1982), directeur de la recherche de la faculté des sciences et d'ingénierie de Sorbonne Université.
- Philip Boëffard (promotion 1986), producteur de cinéma et fondateur de Nord-Ouest Films.
- Émilie Delorme (promotion 1994), directrice du Conservatoire national supérieur de musique et de danse de Paris.
- Philippe Baptiste (promotion 1994), président-directeur général du Centre national d'études spatiales, puis ministre chargé de l'Enseignement supérieur et de la Recherche.